# إحسان علي
إحسان علي (بالإنجليزية: Ihsan Ali)‏ هو عالم آثار باكستاني، ولد في 3 فبراير 1955 في تشارسادا في باكستان.